# 流帶蛺蝶
流帶蛺蝶（學名：Athyma opalina），又名 平山三線蝶、虯眉帶蛺蝶、義聰三線蝶、擬三線蝶、擬叉蛺蝶、喜瑪拉雅蛺蝶。是一種大型、無尾的蛺蝶科蝴蝶

## 描述
本種蝴蝶雌雄外型相似，無明顯雌雄二型性。雄蝶頭頂與觸角為黑褐色，觸角末端略膨、頂端內側裸露。口器褐色，下唇鬚前伸，白色夾褐紋。胸背褐色，腹白，足白色，前足跗節癒合、針狀、有毛。腹部背褐、腹白，前端有白帶。
前翅長26-29 mm，近三角形，邊緣略凸，後翅扇形。翅背面底色黑褐，有明顯白色斑紋。前翅中室有灰白條紋，中央斑列彎曲排列，M2室有三角斑，亞外緣具模糊小白紋。後翅具兩條直白帶，內側帶後端較窄，外側帶由白斑組成，中室端常見小黑點。緣毛黑白相間。
翅腹面底色赭紅色，白紋與背面相似，後翅常見紫色鱗片與模糊紫色細紋，基部有短牙狀或眉形白紋，前緣鑲黑紋，並有灰白鱗片。
雌蝶形態與雄蝶類似，但前翅較寬，前足跗節分節、有爪、無毛。

## 分佈
分佈於亞洲（印度、尼泊爾、孟加拉與不丹）的熱帶與亞熱帶常綠森林區域，通常出現在海拔1200公尺至3000公尺之間。
臺灣分布於本島中海拔山區。

## 棲地
本種成蟲會以花蜜、樹液及腐爛的有機物質為食，而幼蟲寄主植物尚不明瞭。其壽命為12個月。